# Bezirk Kosów

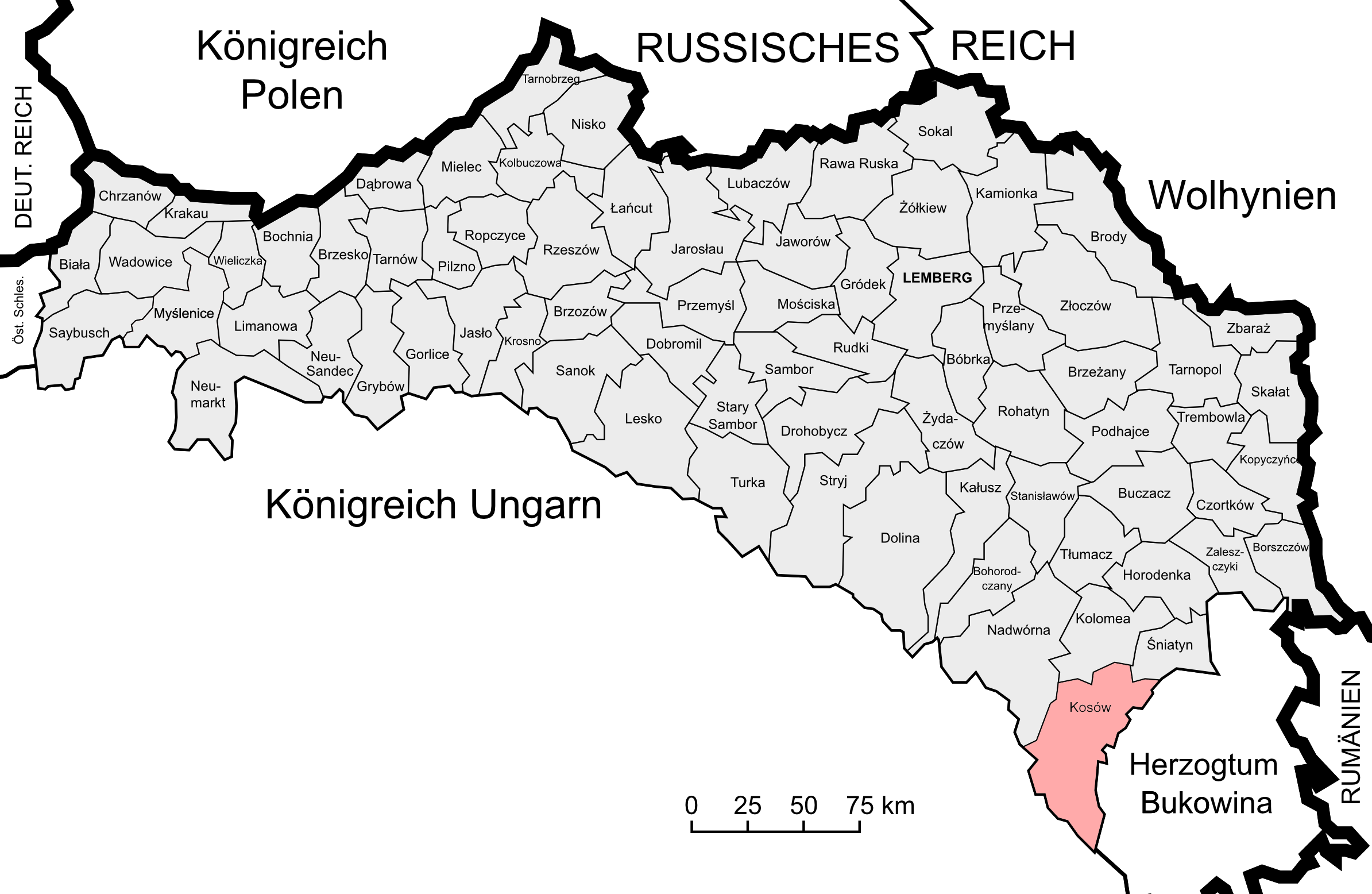
Lage des Bezirks Kosów im Kronland Galizien und Lodomerien

Der Bezirk Kosów war ein politischer Bezirk im Kronland Galizien und Lodomerien. Sein Gebiet umfasste Teile Ostgaliziens in der heutigen Westukraine (Oblast Iwano-Frankiwsk, Rajon Kossiw sowie Teilen des Rajons Werchowyna), Sitz der Bezirkshauptmannschaft war der Ort Kosów. Nach dem Ersten Weltkrieg musste Österreich den gesamten Bezirk an Polen abtreten.
Er grenzte im Norden und an den Bezirk Peczeniżyn und den Bezirk Kolomea, im Nordosten an den Bezirk Śniatyn, im Südosten an das österreichische Kronland Bukowina, im Südwesten an das Königreich Ungarn sowie im Nordwesten an den Bezirk Nadwórna.

## Geschichte
Nachdem die Kreisämter Ende Oktober 1865 abgeschafft wurden und deren Kompetenzen auf die Bezirksämter übergingen, schuf man nach dem Österreichisch-Ungarischen Ausgleich 1867 auch die Einteilung des Landes in zwei Verwaltungsgebiete ab. Zudem kam es im Zuge der Trennung der politischen von der judikativen Verwaltung zur Schaffung von getrennten Verwaltungs- und Justizbehörden. Während die gerichtliche Einteilung weitgehend unberührt blieb, fasste man Gemeinden mehrerer Gerichtsbezirke zu Verwaltungsbezirken zusammen.
Der neue politische Bezirk Kosów wurde aus folgenden Bezirken gebildet:
- Bezirk Kosów (mit 22 Gemeinden)
- Bezirk Kuty (mit 22 Gemeinden)
- Teilen des Bezirks Peczeniżyn (Gemeinden Akreszory und Kosmacz)

Der Bezirk Kosów bestand bei der Volkszählung 1910 aus 44 Gemeinden sowie 36 Gutsgebieten und umfasste eine Fläche von 1801 km². Hatte die Bevölkerung 1900 noch 77.923 Menschen umfasst, so lebten hier 1910 85.805 Menschen. Auf dem Gebiet lebten dabei mehrheitlich Menschen mit ruthenischer Umgangssprache (86 %) und griechisch-katholischem Glauben, Juden machten rund 11 % der Bevölkerung aus.

## Ortschaften
Auf dem Gebiet des Bezirks bestanden 1910 Bezirksgerichte in Kosów, Kuty und Żabie, diesen waren folgende Orte zugeordnet:
Gerichtsbezirk Kosów:
- Babin
- Brustury
- Chomczyn
- Czerhanówka
- Horod
- Jaworów
- Markt Kosów bestehend aus den Ortsteilen Kosów und Monastersko
- Kosów Stary
- Moskalówka
- Mykietyńce
- Markt Pistyń bestehend aus den Ortsteilen Pistyń und Wybranöwka
- Prokurawa
- Riczka (Rzyczka)
- Smodna
- Sokołówka
- Szeszory
- Wierzbowiec

Gerichtsbezirk Kuty:
- Berwinkowa
- Białoberezka
- Chorocowa
- Dołhopole
- Fereskul
- Hołowy
- Hryniawa
- Jabłonica
- Kobaki
- Krasnoila
- Stadt Kuty
- Kuty Stare
- Perechrestne
- Polanki
- Bostoki
- Rożen Mały
- Rożen Wielki
- Rybno
- Słobódka
- Stebne
- Tudiów
- Uścieryki

Gerichtsbezirk Żabie:
- Jasienów Górny
- Krzyworównia
- Żabie